# El Mourabbi
El Mourabbi is een korte film uit 2007 die is geproduceerd in het kader van Kort! 7.

## Inhoud
Rachid is pizzakoerier en buitenbeentje. Als hij tijdens zijn werk een te vondeling gelegde baby vindt, houdt hij het verborgen voor de buitenwereld, maar probeert er wel voor te zorgen. Dat houdt hij niet lang vol. Hij legt het kind zelf weer te vondeling.